# 政治程序理論
政治程序理論（英語：Political process theory），又譯政治過程理論，是美國法律學者約翰‧哈特‧伊利提倡的司法解釋理論，主張法官應專注於維護良好的民主程序，避免立法程序中的系統性偏見。

## 定義
提倡政治程序理論的學者相信，憲法解釋的最佳方法是補強（reinforcement）代表性，也就是改善民主程序。他們認為，補強代表性的法官能在規範上扮演最佳的角色。:101-104這種司法方法早已隱含在制憲者對憲法的設計中。:88-101
伊利贊同程序理論的原則，並指出應該是美國聯邦最高法院在審查換脂牛乳（filled milk）產品規定合憲性的卡洛林產品一案多數意見註腳4中，首次闡述這個原則。主筆大法官哈倫·史東在該處指出，一般狀況下對法律的合憲推定，在法律有以下情況時可能並不適用，甚至可能需要採取更嚴格的司法審查基準：
1. 形式上落入《憲法》具體禁止的範圍，例如前十條修正案；落入第十四修正案範圍時，視為同樣地被具體禁止的範圍。
2. 限制「一般預期會讓不受歡迎的立法被撤銷的政治程序」，或
3. 涉及「對個別、孤立之少數群體的偏見……嚴重削弱通常賴以保護少數群體之政治程序的運作。」[4]

鑑於法官推翻民主多數所落入的抗多數決困境，伊利認為，法官沒有必要介入爭議性規範辯論。反之，他主張法官應秉持補強代表性的中立原則，亦即法官應更積極地維護民主程序。史東大法官列舉的政治程序案例包含限制選舉權、限制資訊傳播、介入政治組織、禁止和平集會等。伊利進一步主張，華倫法院的裁判先例和他們對人民權利的維護，大致上也符合註腳4所提到的原則。
伊利在《民主與不信任》（Democracy and Distrust，1980年）一書闡述政治程序理論。該書被廣泛認為是兩代人研究美國憲法最重要的學術著作，也是1978年至2000年間被引用次數最多的法學著作。另外法律學者迈克尔·克拉曼也支持此理論。